# Tamijia
Tamijia es un género de plantas con flores perteneciente a la familia Zingiberaceae y el único miembro de la subfamilia Tamijioideae y la tribu Tamijieae. Su única especie, Tamijia flagellaris, es originaria de Malasia.

## Taxonomía
Tamijia flagellaris fue descrito por S.Sakai & Nagam. y publicado en Edinburgh Journal of Botany 57: 245. 2000.